# The Producers (musical)
The Producers (Os Produtores) é um musical adaptado por Mel Brooks e Thomas Meehan do filme de mesmo nome de 1968, com músicas e letras por Brooks e arranjos por Glen Kelly e Doug Besterman. Como no filme, a história diz respeito a dois produtores teatrais que criam um plano para ficarem ricos: para criar sensacionalismo em um show da Broadway que deve fracassar. As complicações surgem quando o show inesperadamente acaba por ser bem sucedido. O humor do show baseia-se em sotaques ridículos, caricaturas de homossexuais e nazistas, e muitos piadas sobre show business.
Após 33 prévias, a produção original da Broadway abriu no St. James Theatre em 19 de abril de 2001, estrelado por Nathan Lane e Matthew Broderick, e realizou 2.502 performances, ganhando um recorde de 12 prêmios Tony. The Producers gerou uma produção londrina de sucesso que ficou em cartaz por dois anos e meio, turnês, muitas produções em todo o mundo e uma versão cinematográfica de 2005.
A produção brasileira estreou em São Paulo em 2007, dirigida por Miguel Falabella, com Juliana Paes e Vladimir Brichta; Teve outra produção no país no Rio de Janeiro e em Portugal.